# Lars Boom (auteur)
Lars Boom (Weesp, 17 november 1946) is een Nederlandse scenarioschrijver, auteur, acteur, presentator en raadslid.
Boom schreef scenario's voor komedieseries als Zeg 'ns Aaa, Oppassen!!!, Flodder en SamSam en dramaseries als Westenwind, Dok 12 en Sprint! Hij was tevens scenarist van films als Snuf de hond in oorlogstijd,  (en de daarop volgende drie films) Penny's Shadow, Toen was geluk heel gewoon, Michiel de Ruyter, Apenstreken, Tuintje in mijn hart en Liefde zonder grenzen. Hij is mede bekend als schrijver van muziektheaterproducties als KenKan, Johnny Jordaan en het met Musical Awards bekroonde In de schaduw van Brel. Ook de theaterproducties Garland & Minnelli, De zangeres zonder naam en De Grote Drie waren van zijn hand. De Grote Drie werd driemaal genomineerd voor de Musical Awards en won daarbij de prijs voor beste kleine musical. Boni de musical (het mytische levensverhaal van Boni en zijn strijd tegen de slavernij tegen het Nederlands regime in Suriname), musical awards (2025) voor de kleding en choreografie. 
Als acteur was Boom te zien in een kleine rol in de film Amsterdamned (1988) en in gastrollen in de televisieseries Medisch Centrum West, Het Zonnetje in Huis, Wat schuift 't? en Goede tijden, slechte tijden.
Gastrollen in televisieseries:
- Spijkerhoek - Ruud (1992)
- Onderweg naar Morgen - Hans Visser (1994)
- Goede tijden, slechte tijden - Michiel de Wijs (1995)
- Het zonnetje in huis - Opdrachtgever (afl. Winst en Verlies, 1995)

Boom hield de score bij in het spelprogramma Ren je rot, was samen met Ad Visser de presentator van de eerste aflevering van Toppop op 22 september 1970 en speelde in de NCRV-jeugdserie Hotel de Witte Raaf, samen met onder anderen Lo van Hensbergen.
Hij heeft ook verschillende liedjes (mee)geschreven, zoals die van Speelman en Speelman (een cabaretduo waar hij later regisseur van werd), maar ook een protestlied samen met Midas Dekkers en Gerrit Portengen tegen het mogelijk verdwijnen van de Groene Punt (een parkje aan een punt gelegen van de Vecht, dicht bij de Kom) van Weesp voor nieuwbouw.
Sinds de gemeenteraadsverkiezingen van maart 2014 is Boom raadslid voor de lokale partij WSP (Weesper Stadspartij).